# شنت جوان (البرانس)
شنت جوان هي بلدية في مقاطعة البرانس الأطلسية في جنوب غرب فرنسا. يقع بالقرب من Ostabat في سفوح جبال البرانس. المدينة هي أيضا العاصمة القديمة لمقاطعة الباسك التقليدية نَبَرَّة السفلى. يعد شنت جوان أيضًا نقطة انطلاق للطريق الفرنسي، وهو الخيار الأكثر شعبية للسفر في طريق شنت ياقب.

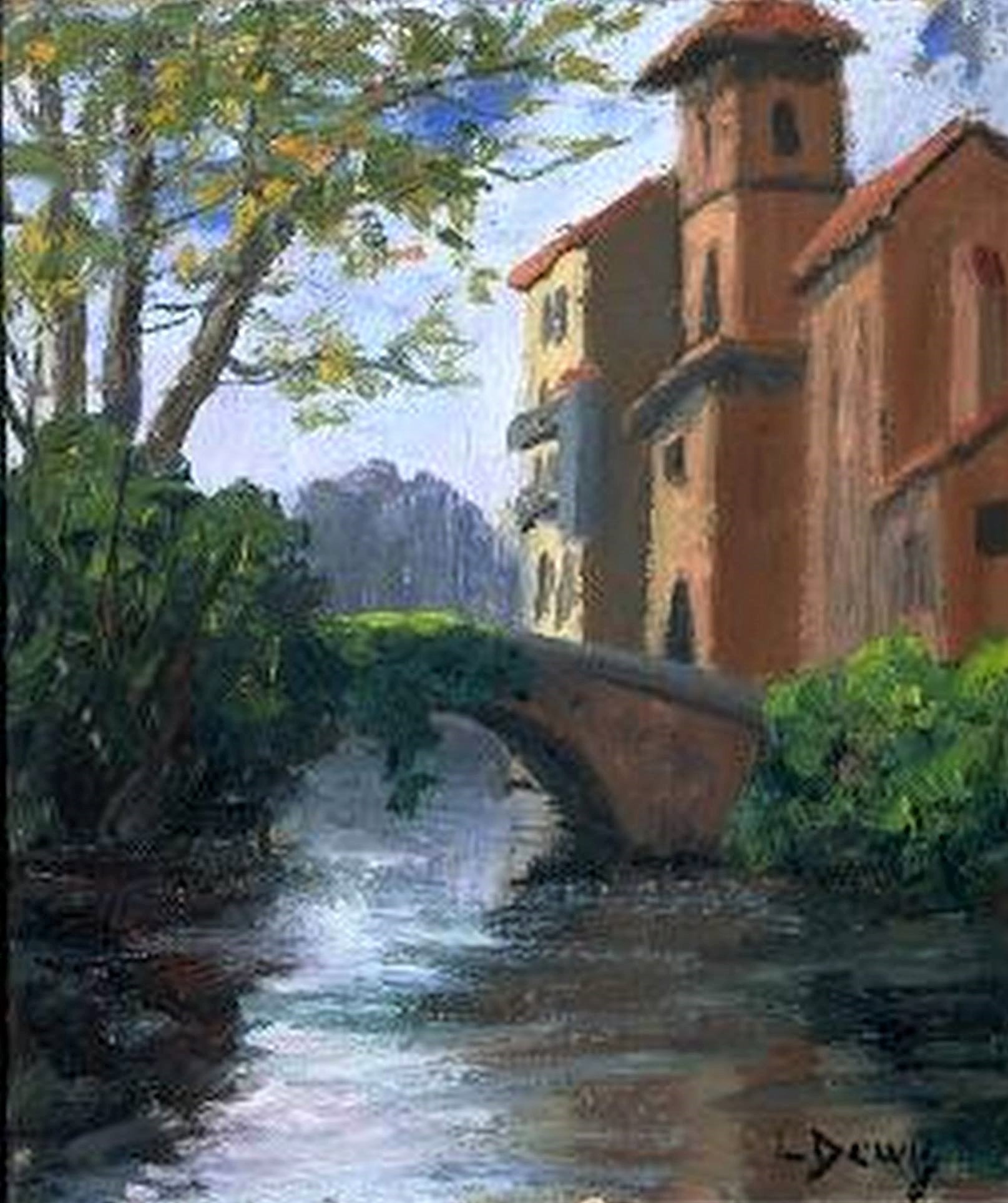
جسر في شنت جوان 1940، لويس ديويس
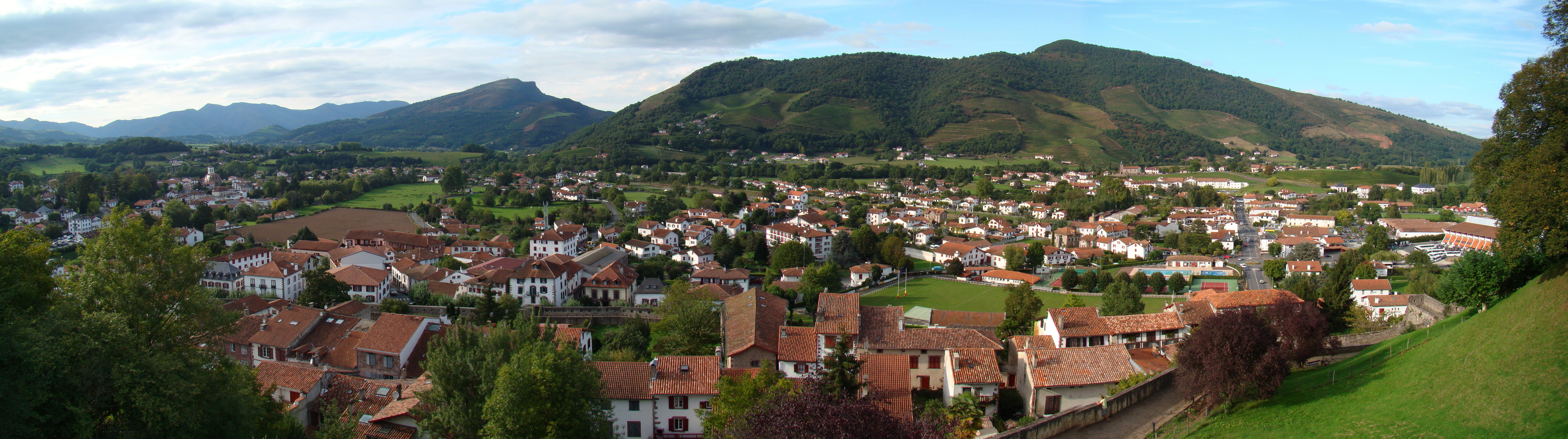
منظر بنورامي لشنت جوان كما تُرى من القعلة في عام 2010.
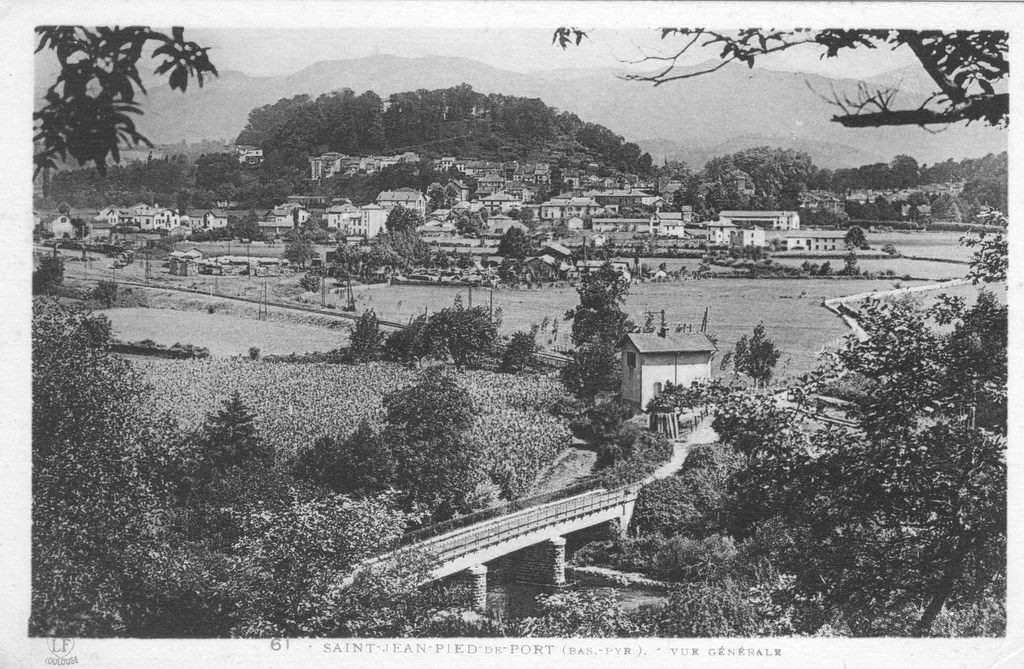
شنت جوان في أوائل القرن العشرين
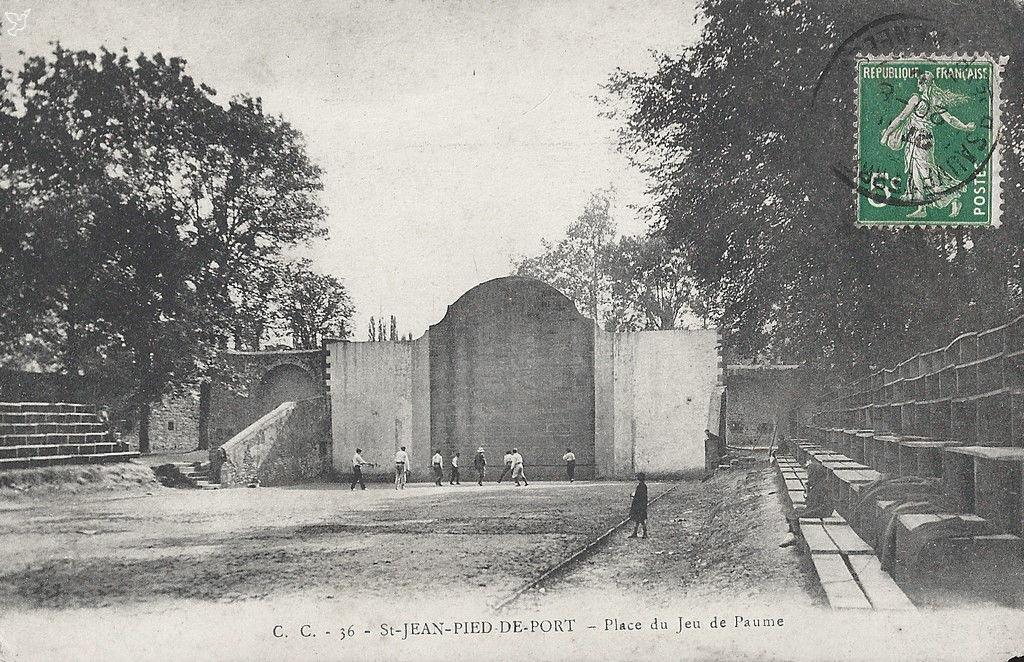
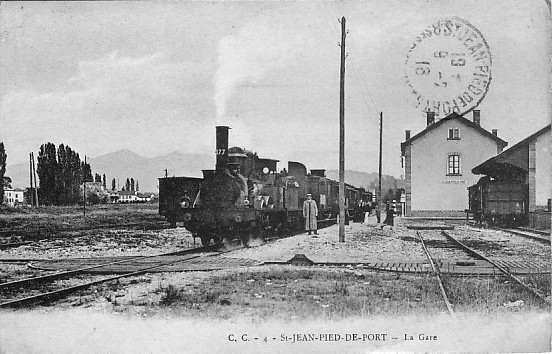
محطة القطار.
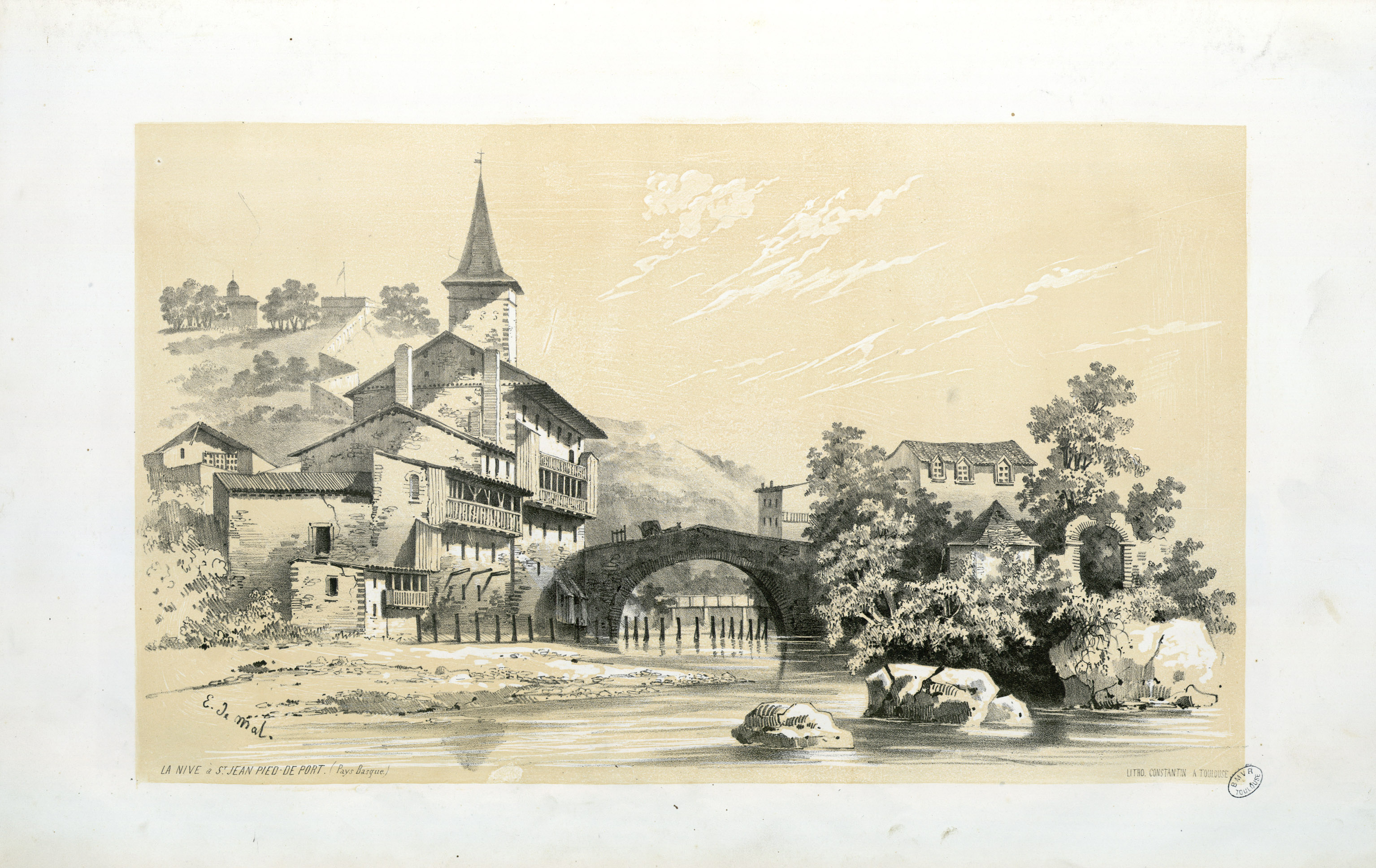